# Verfall (Gedicht)
Verfall ist eines der bekanntesten Gedichte des expressionistischen Dichters Georg Trakl. Es wurde 1913 verfasst und behandelt die Gefühle eines lyrischen Ichs, nämlich Fernweh und Melancholie, welche dieses während eines Herbstabends schildert.

## Text
„Am Abend, wenn die Glocken Frieden läuten,

Folg ich der Vögel wundervollen Flügen,

Die lang geschart, gleich frommen Pilgerzügen,

Entschwinden in den herbstlich klaren Weiten.
Hinwandelnd durch den dämmervollen Garten

Träum ich nach ihren helleren Geschicken

Und fühl der Stunden Weiser kaum mehr rücken.

So folg ich über Wolken ihren Fahrten.
Da macht ein Hauch mich von Verfall erzittern.

Die Amsel klagt in den entlaubten Zweigen.

Es schwankt der rote Wein an rostigen Gittern,
Indes wie blasser Kinder Todesreigen

Um dunkle Brunnenränder, die verwittern,

Im Wind sich fröstelnd blaue Astern neigen.“

## Form
Es handelt sich um ein Gedicht in klassischer Sonettform, es besteht aus zwei Quartetten und zwei Terzetten, wobei in den Quartetten ein umarmender Reim vorliegt und in den Terzetten ein Kreuzreim. Die äußere Struktur geht einher mit dem Inhalt des Gedichts, denn die beiden Quartette und die beiden Terzette bilden jeweils einen Sinnabschnitt.

## Inhalt

### Die Quartette
Im ersten Quartett beschreibt das lyrische Ich eine eher friedliche Abendstimmung, die durch läutende Glocken untermalt wird. Ab dem zweiten Vers wünscht das lyrische Ich, mit den Vögeln wegzufliegen, es charakterisiert eine Sehnsucht, mit ihnen in den Süden zu fliegen und der herbstlichen Tristesse zu entfliehen.
Im zweiten Quartett sieht sich das lyrische Ich in einem „dämmervollen Garten“, schon das Wort dämmervoll deutet eine kommende düstere Stimmung an. Im Kontrast dazu benennt es das Handeln der Vögel, nämlich die Flucht aus der Düsternis in die Helligkeit und Wärme als „hellere Geschicke“. Seine Sinneseindrücke und Sehnsüchte selbst sind für das lyrische Ich ein Träumen. Zusätzlich ist das lyrische Ich so in seine Traumwelt eingetaucht, dass die Zeit nebensächlich geworden ist und es kein Zeitgefühl mehr hat („fühl der Stunden Weiser kaum mehr rücken“) und träumt, mit den Vögeln hinwegzufliegen.

### Die Terzette
Zu Beginn des ersten Terzetts wird das lyrische Ich durch das Wort „Da“ im Sinne von „Plötzlich“ zurück in die reale Welt geholt, die als verfallend und todgeweiht beschrieben wird.